# Toshihide Maskawa
Toshihide Maskawa (o Masukawa)  (益川 敏英?, Masukawa Toshihide) (Nagoya, 7 febbraio 1940 – Kyoto, 23 luglio 2021) è stato un fisico giapponese noto per il suo lavoro sulla violazione CP.
Maskawa nacque nella prefettura di Aichi, e si laureò allUniversità di Nagoya nel 1962. Sempre presso la stessa Università ricevette un Ph.D nel 1967.
Il suo articolo "CP Violation in the Renormalizable Theory of Weak Interaction", scritto in collaborazione con Makoto Kobayashi, è il terzo articolo più citato nell'ambito della fisica delle alte energie (dati 2006). Insieme a Toshihide Maskawa, ha generalizzato il lavoro di Cabibbo sul mescolamento dei quark e ha costruito la matrice CKM, lavoro per cui insieme al collega vinse il Premio Nobel per la fisica nel 2008.